# Протасово (Нерехтский район)
Протасово — село в Нерехтском районе Костромской области. Входит в состав Волжского сельского поселения.
| 2008 | 2010 | 2014 |
| ---- | ---- | ---- |
| 0    | →0   | →0   |

## Достопримечательности
- Церковь Благовещения Пресвятой Богородицы (1783, не действует)[4]

## Известные жители
- Дмитрий Константинович Беляев (1917—1985) — советский биолог, генетик, академик Академии наук СССР (1972), доктор биологических наук (1973), с 1959 по 1985 год — директор Института цитологии и генетики Сибирского отделения АН СССР.